# Standfussiana pescona
Standfussiana pescona là một loài bướm đêm trong họ Noctuidae.